# Lispocephala pecteniseta
Lispocephala pecteniseta är en tvåvingeart som beskrevs av Xue, Wang och Zhang 2006. Lispocephala pecteniseta ingår i släktet Lispocephala och familjen husflugor. Inga underarter finns listade i Catalogue of Life.